# Шипинки
Ши́пинки — село в Україні, у Копайгородській селищній громаді Жмеринського району Вінницької області.
Найближча станція — Копай, звідки можна без пересадок потрапити до районного, обласного центрів та столиці.

## Історія
Під час другого голодомору у 1932–1933 роках, проведеного радянською владою, загинуло 8 осіб.
12 червня 2020 року, відповідно до Розпорядження Кабінету Міністрів України № 707-р «Про визначення адміністративних центрів та затвердження територій територіальних громад Вінницької області», увійшло до складу Копайгородської селищної громади.

19 липня 2020 року, в результаті адміністративно-територіальної реформи та ліквідації Барського району, село увійшло до складу Жмеринського району.

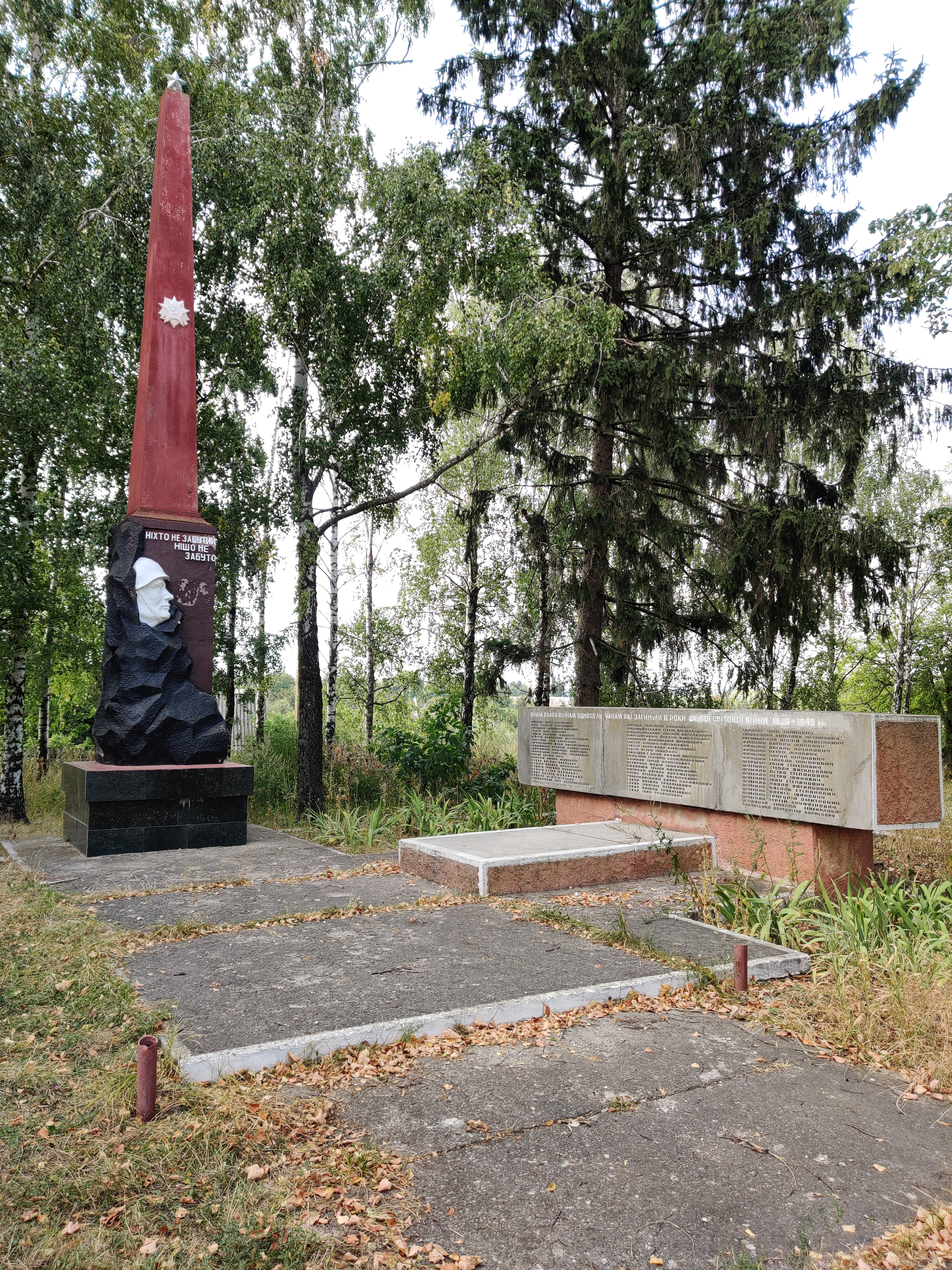
Пам'ятник воїнам-односельчанам

## Пам'ятки
У селі є пам'ятки:
- Пам'ятник 60 воїнам-односельцям, загиблим на фронтах Другої світової війни[4], споруджений 1970 року. Пам'ятка розташована на окраїні села.
- Поселення епохи бронзи[5].

## Люди
- Подолинний Анатолій Мусійович (1940—2023) — науковець, поет і громадський діяч, професор Вінницького державного педагогічного університету ім. Михайла Коцюбинського, член Національної спілки письменників України. Заслужений працівник культури України.